# David Foster Wallace
David Foster Wallace (født 21. februar 1962 i Ithaca, New York, død 12. september 2008 i Claremont, Californien) var en amerikansk forfatter. Wallace fik sit internationale gennembrud med romanen Infinite Jest i 1996.
David Wallace døde den 12. september 2008, da han hængte sig selv i sit hjem i Californien.